# Alfred Kinsey
Alfred Charles Kinsey (Hoboken, Nova Jersey 1894 - Bloomington, Indiana 1956) fou un entomòleg, sociòleg i sexòleg estatunidenc. Sense abandonar les seves investigacions zoològiques a la Universitat d'Indiana, aprofità una beca de la Fundació Rockefeller per estudiar, a base d'amplíssimes enquestes (18.000 persones consultades), el comportament sexual humà. Juntament amb els seus col·laboradors Pomeroy i Gebhard, donà el resultat d'aquesta anàlisi en Sexual Behavior in the Human Male (1948) i en Sexual Behavior in the Human Female (1953), que, conegudes com a informes Kinsey, han representat una fita científica i sociològica per a classificar la problemàtica complexa de la sexualitat manipulada per tabús i lleis.
Entre el 1937 i el 1948, va dur a terme un estudi científic sobre sexualitat humana, conegut avui com a Informe Kinsey, que es publicaria en dos volums, Sexual Behavior in the Human Male [Conducta sexual de l'home] (1948) i Sexual Behavior in the Human Female [Conducta sexual de la dona] (1953), per al qual va aconseguir reunir els historials sexuals d'unes 18.000 persones, entre elles centenars de nens, de dos mesos a quinze anys. Kinsey afirmava que no hi ha relacions sexuals anormals, sinó normes socials que les condicionen i regulen. Segons Kinsey, si les relacions sexuals entre adults i nens es desenvolupen en circumstàncies apropiades, si l'adult sent afecte pel nen i no el cosifica, poden ser una experiència saludable per a l'infant. Aquest només ho viu com un trauma si les autoritats públiques o els pares li fan creure que aquesta conducta és immoral o incorrecta. En el seu concepte de "desfogament sexual", que incloïa masturbació, pol·lucions nocturnes, carícies heterosexuals, relacions homosexuals i relacions amb animals, Kinsey propugnava el permissivisme de les relacions entre adults i nens.
Les conclusions obtingudes tenen en comú una visió racional de la conducta sexual i un atac a les concepcions immobilistes de normalitat i anormalitat de la pràctica sexual occidental. Això li provocà molts detractors, com la doctora Judith A. Reisman i tots els pensadors cristians conservadors i dretans, i malmeteren la seva salut. Va morir d'una pneumònia el 1956. Pòstumament, el 1973, els seus continuadors aconseguiren que l'homosexualitat fos eliminada de la llista de malalties mentals de l'American Psychiatric Association, a causa del fet que es demostrà, a través de l'anomenada Escala Kinsey, que en major o menor mesura la gran majoria de persona han tendit a ambdós sexes en algun moment de la seva vida.
El 2004 es va fer un film sobre la seva vida, Kinsey, protagonitzar per l'actor irlandès Liam Neeson.

## Obres més importants
- New Species and Synonymy of American Cynipidae, al Bulletin of the American Museum of Natural History (1920)
- Life Histories of American Cynipidae, al Bulletin of the American Museum of Natural History (1920)
- Phylogeny of Cynipid Genera and Biological Characteristics, al Bulletin of the American Museum of Natural History (1920)
- An Introduction to Biology (1926)
- The Gall Wasp Genus Cynips: A Study in the Origin of Species (1930)
- New Introduction to Biology (1933, revisat 1938)
- The Origin of Higher Categories in Cynips (1935)
- Sexual Behavior in the Human Male (1948, reeditat 1998)
- Sexual Behavior in the Human Female (1953, reeditat 1998)